# كاسبر رود
كاسبر رود (بالنرويجية البوكمول: Casper Ruud)‏ هو لاعب كرة مضرب نرويجي، ولد في 22 ديسمبر 1998 في أوسلو في النرويج.

## وصلات خارجية
- كاسبر رود على موقع رابطة محترفي التنس (الإنجليزية)
- كاسبر رود على موقع الاتحاد الدولي لكرة المضرب (الإنجليزية)
- كاسبر رود على موقع كأس ديفيز (الإنجليزية)
- كاسبر رود على موقع خلاصة التنس.كوم (الإنجليزية)
- كاسبر رود على موقع إي إس بي إن.كوم (الإنجليزية)
- كاسبر رود على موقع اللجنة الأولمبية الدولية (الإنجليزية)
- كاسبر رود على موقع IMDb (الإنجليزية)
- كاسبر رود على موقع قاعدة بيانات الفيلم (الإنجليزية)